# Måsen (film)
Måsen (engelska: The Sea Gull) är en amerikansk dramafilm från 1968 i regi av Sidney Lumet, med James Mason, Vanessa Redgrave, Simone Signoret och David Warner i de mest tongivande rollerna. Förlaga är pjäsen Måsen från 1895 av Anton Tjechov. Filmen spelades in hos Europa Studio i Sundbyberg i Sverige.

## Medverkande
- James Mason – Trigorin
- Vanessa Redgrave – Nina
- Simone Signoret – Arkadina
- David Warner – Konstantin Treplev, Arkadinas son
- Harry Andrews – Sorin, Arkadinas bror
- Eileen Herlie – Polina
- Alfred Lynch – Medvedenko, skollärare
- Ronald Radd – Sjamrajev
- Kathleen Widdoes – Masja, Sjamrajevs dotter